# Gee Geronimo
Gee Geronimo (Sierra Leone, ca. 1973 – Hove (VK), 28 juni 1977) was een tijgerslak uit Sierra Leone en de grootste landslak ooit. Volgens het Guiness book of Records woog deze Afrikaanse reuzenslak 900 gram en was het van snuit tot staart 39,3 cm lang. Zijn huis was 27,3 cm lang.

## Levensloop
Christopher Hudson (1955 – 1979), een handelaar in huisdieren en slakkenverzamelaar, was op jacht naar de grootste slak in de wereld en vond de slak in de zomer van 1976 tijdens een slakkensafari in Sierra Leone. Hij noemde het dier Gee Geronimo en nam hem mee naar huis in Hove, Engeland. Het dier liep tijdens de vlucht naar Engeland een gebroken slakkenhuis op en Hudson was er weken mee bezig deze verwonding te verzorgen.
De aandacht die Hudson besteedde aan Gee en zijn vijftigtal andere slakken in zijn woning ging ten koste van zijn huwelijk. Zijn vrouw zou hem om die reden verlaten hebben.
Gee Geronimo stond in 1977 gepland voor een optreden in een wetenschappelijk televisieprogramma, waarna het met de rest van Hudsons slakkencollectie naar de London Zoo zou verhuizen. Hudson stond namelijk op het punt zijn slakkenhobby te verruilen voor een baan in de Londense reclamesector. Het dier stierf echter op 28 juni 1977, vóórdat het televisieoptreden en het verhuis plaatsgevonden had. De oorzaak van overlijden is niet duidelijk. Misschien was de gezond gewaande Geronimo alsnog aan de gevolgen van de schaalbreuk overleden: het dier was mogelijk door dehydratatie in zijn winterslaap gestorven.

## Postuum

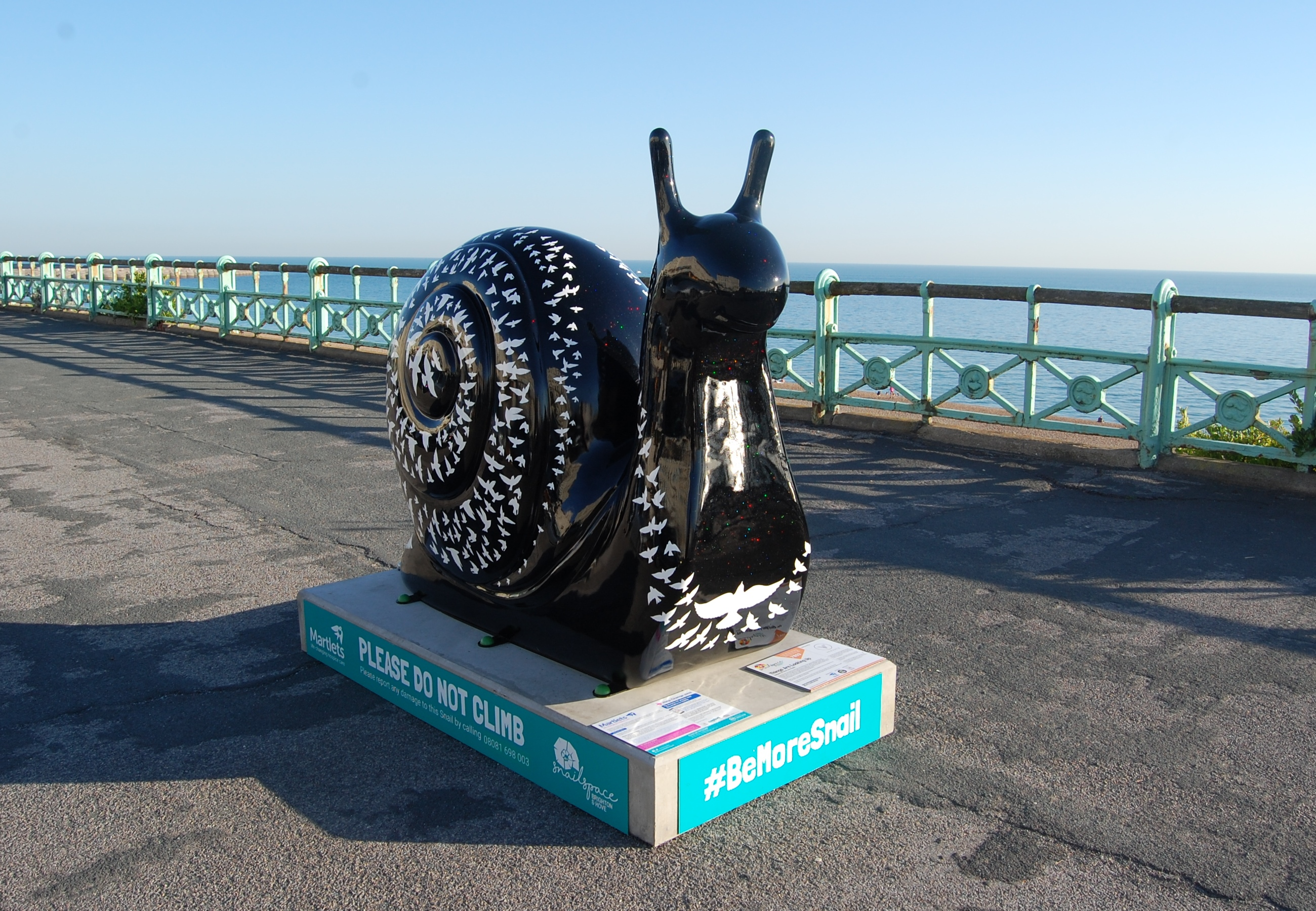
Een exemplaar van het kunstwerk Geronimo op de Snailway in Brighton.

Vier decennia na Gee's dood, in 2017, is voor het Hovese Martlets Hospice een kunstwerk van een slak gemaakt, dat als mascotte zou dienen voor een geldinzamelingsactie van het verzorgingsinstituut. De naam voor dit kunstwerk werd middels stemming door het publiek bepaald, die de keuze had uit diverse namen: zij koos voor Geronimo, een verwijzing naar de grootste landslak ooit die in Hove, nabij Brighton, geleefd heeft. Het anderhalf meter hoge kunstwerk is overigens vele malen groter dan Gee Geronimo.